# Minus (Recht)
Das Minus (lateinisch weniger) soll in der Rechtsdogmatik zwischen den tatsächlichen Rechtsverhältnissen und dem idealen Rechtszustand unterscheiden helfen.

## Allgemeines
Während beim Aliud als vertragliche Gegenleistung beim Kaufvertrag der falsche Gegenstand geleistet wird, wird beim „Minus“ zu wenig im Vergleich zum idealen Rechtszustand geleistet. Eine mangelhafte Lieferung heißt Peius. Das Minus ist stets ein Weniger als das im Endziel erstrebte Recht, also weniger als Eigentum, aber eigentumsähnlich. So ist die beschränkte persönliche Dienstbarkeit wegen der unterschiedlichen Bestimmung des Rechtsinhabers gegenüber der Grunddienstbarkeit kein Minus, sondern ein aliud. Die Klage auf vorzugsweise Befriedigung gemäß § 805 ZPO stellt gegenüber der Drittwiderspruchsklage dagegen ein Minus dar, weil der Dritte die Zwangsvollstreckung nicht für unzulässig erklären lassen kann, sondern unter Fortsetzung der Vollstreckung lediglich vor dem Vollstreckungsgläubiger aus dem Verwertungserlös befriedigt werden will.
Die vom Bundesgerichtshof (BGH) eingeführte Unterscheidung zwischen Minus und Aliud diente auch zur Rechtfertigung, um ein Pfändungspfandrecht als inkongruente Deckung einzuordnen (weil es gegenüber der Geldschuld ein Aliud sei), während die Vormerkung ein Minus und deshalb kongruente Deckung sei. Da der Anspruch auf Kreditsicherheiten nicht als Minus im insolvenzrechtlichen Anspruch auf Befriedigung enthalten ist, sondern als Aliud anzusehen ist, ist die Gewährung einer Sicherheit nur dann kongruent, wenn der Sicherungsnehmer einen Anspruch auf gerade diese Sicherheit hatte.

## Zivilrecht
Das Zivilrecht kennt das Minus vor allem beim Anwartschaftsrecht und bei der Vormerkung.

### Anwartschaftsrecht
Das Anwartschaftsrecht ist eine bloße Vorstufe des Eigentums, es ist im Vergleich zum Eigentum „kein aliud, sondern ein wesensgleiches minus“. Dieser Ansicht schloss sich im Juni 1958 der BGH an. „Wesensgleich“, weil es sich – in gleicher Weise wie beim Eigentumsrecht – um ein dingliches Recht handelt, „Minus“, weil es noch kein vollwertiges Eigentum ist. Es handelt sich um „eine selbständig verkehrsfähige Vorstufe des Grundstückseigentums“. Damit entspricht die Rechtsnatur des Anwartschaftsrechts der des Vollrechts Eigentum, so dass sich seine Übertragbarkeit wie die des Eigentums aus den §§ 929 ff. BGB ergibt, seine Verpfändbarkeit (§ 1273 BGB)/Pfändbarkeit (§§ 808, § 857 ZPO) oder der Herausgabeanspruch aus § 985 BGB wie beim Eigentum.
Auch das Anwartschaftsrecht des Sicherungsgebers bei der Sicherungsübereignung (sowie bei der Sicherungsübereignung von Kraftfahrzeugen) stellt gegenüber dem Sicherungseigentum ein Minus dar.

### Vormerkung
Der BGH stuft die Vormerkung als kein Minus gegenüber dem Vollrecht ein, weil die Rechtsstellung des Vormerkungsbegünstigten derjenigen des Vollrechtsinhabers entspreche. Die Auflassungsvormerkung sichert zwar den Anspruch auf Verschaffung des Eigentums, ist aber ein Sicherungsrecht eigener Art und kein gegenüber dem Eigentum wesensgleiches Minus. Der aus einer Vormerkung Begünstigte besitzt mit der Vormerkung ein Anwartschaftsrecht auf das vorgemerkte Recht, bei der Auflassungsvormerkung mithin ein Anwartschaftsrecht als wesensgleiches Minus zu dem zu erwerbenden Grundeigentum. Ist die Vormerkung schwächer als das Vollrecht, wäre sie ein Minus, bei identischer Vormerkungswirkung läge ein Aliud vor.

## Prozessrecht
Nach § 308 Abs. 1 ZPO ist es dem Gericht verboten, etwas zuzusprechen, was nicht beantragt ist (qualitative und quantitative Antragsbindung), so dass das Gericht weder ein „Plus“ noch ein Aliud zusprechen darf; dagegen ist ein „Minus“ möglich etwa durch einen niedrigeren als dem beantragten Schadensersatz. In der Prozesslehre ist eine Revision ein Minus im Verhältnis zur Berufung, weil keine neuen Tatsachen vorgebracht werden können.